# Ålakung
Ålakung är en sorts hederstitel som främst kommit till användning i Skåne.
År 2009 tillkännagav Skånetrafiken namn på 49 nya pågatåg. Ett av namnen blev Ålakungen, en "titel buren av många skåningar".
De kanske mest kända ålakungarna var Sven Wilhelm Nilsson, som grundade AB Ålexporten i Åhus 1921, och hans son Henning Wilhelm Nilsson som tog över driften 1938. Båda blev kända långt utanför sin hemort Åhus som Ålakungen.
Andra har blivit utsedda till ålakung/åladrottning vid tävlingar. En tradition vid skånska ålagillen är att med bara händerna fånga en levande ål i en tunna. Den som gör det snabbast vinner och blir utsedd till ålakung. Det förekommer även andra slag av tävlingar där vinnaren utses till ålakung.
Ålakademin grundades 1994. Varje år sedan dess man utsett en ålakung eller en åladrottning. Utmärkelsen har tilldelats en person som utmärkt sig för sitt arbete för ålens fortlevnad.
Ordet ålakung kan också avse en (skicklig) ålfiskare. 1940 gjorde konstnären Tora Vega Holmström ett porträtt av en fiskare i Kåseberga, Ola Ahl. Oljemålningen fick titeln Ålakungen.